# Bahnhof Schwäbisch Gmünd
Der Bahnhof Schwäbisch Gmünd (bis 1934 Gmünd, 1934–1964 Schwäb Gmünd) wurde 1861 eröffnet, liegt nordwestlich des Stadtzentrums von Schwäbisch Gmünd an der Remsbahn und ist ein Intercity-Halt. In seinem Einzugsbereich leben zirka 140.000 Menschen.
Der Bahnhof wird von 4800 Reisenden und Besuchern täglich genutzt (2015).

## Geschichte

### Planung und Bau

Alternativen von 1858

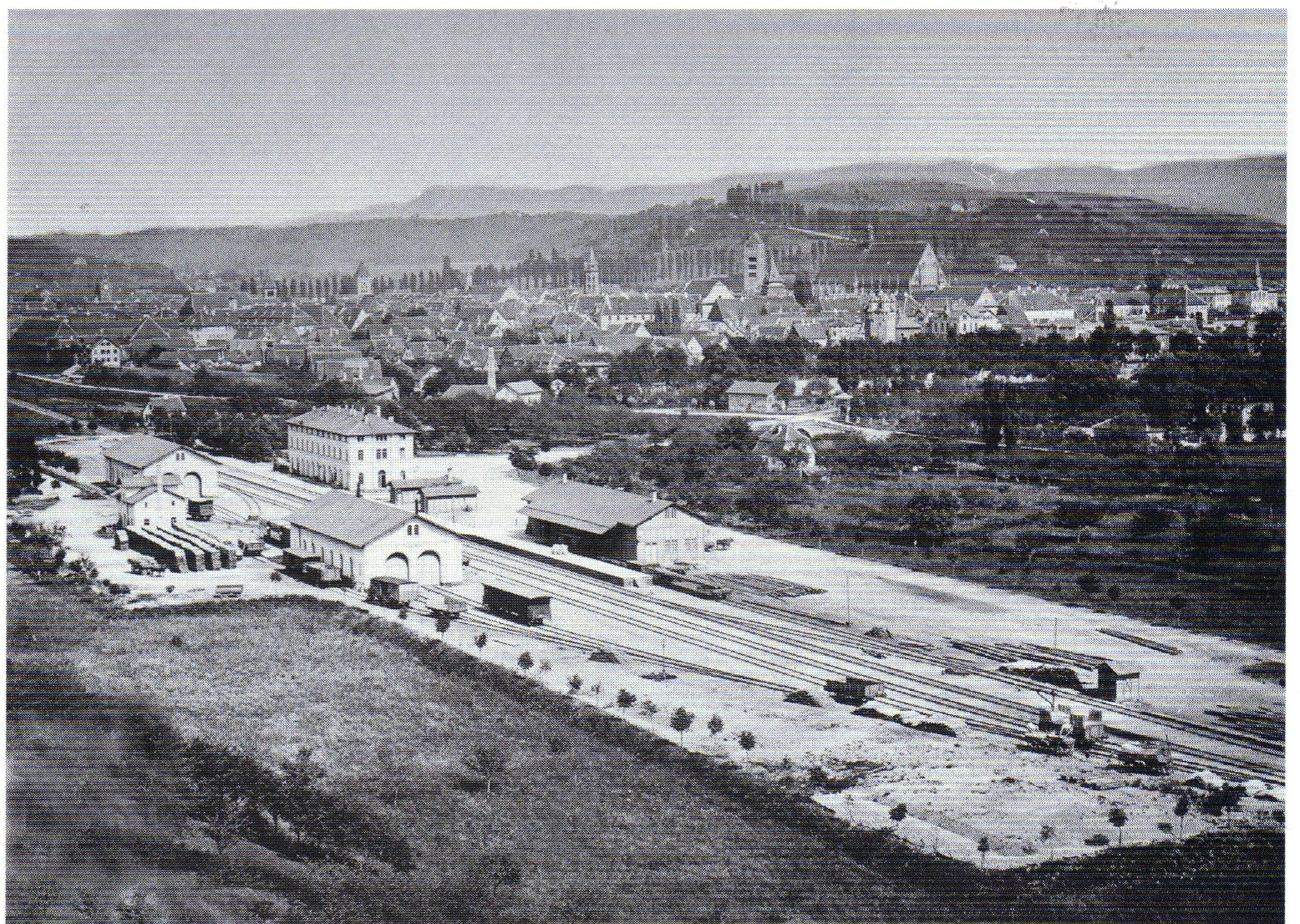
Bahnhof Schwäbisch Gmünd 1868

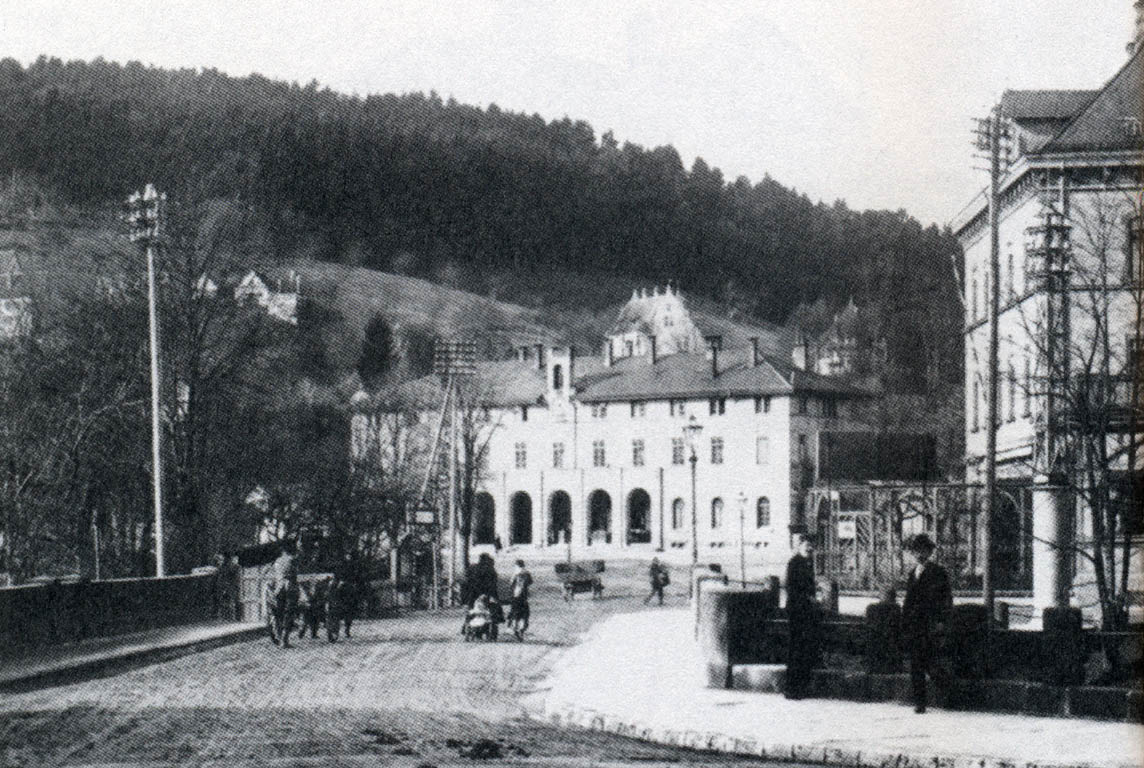
Stadtseite des Empfangsgebäudes, 1907

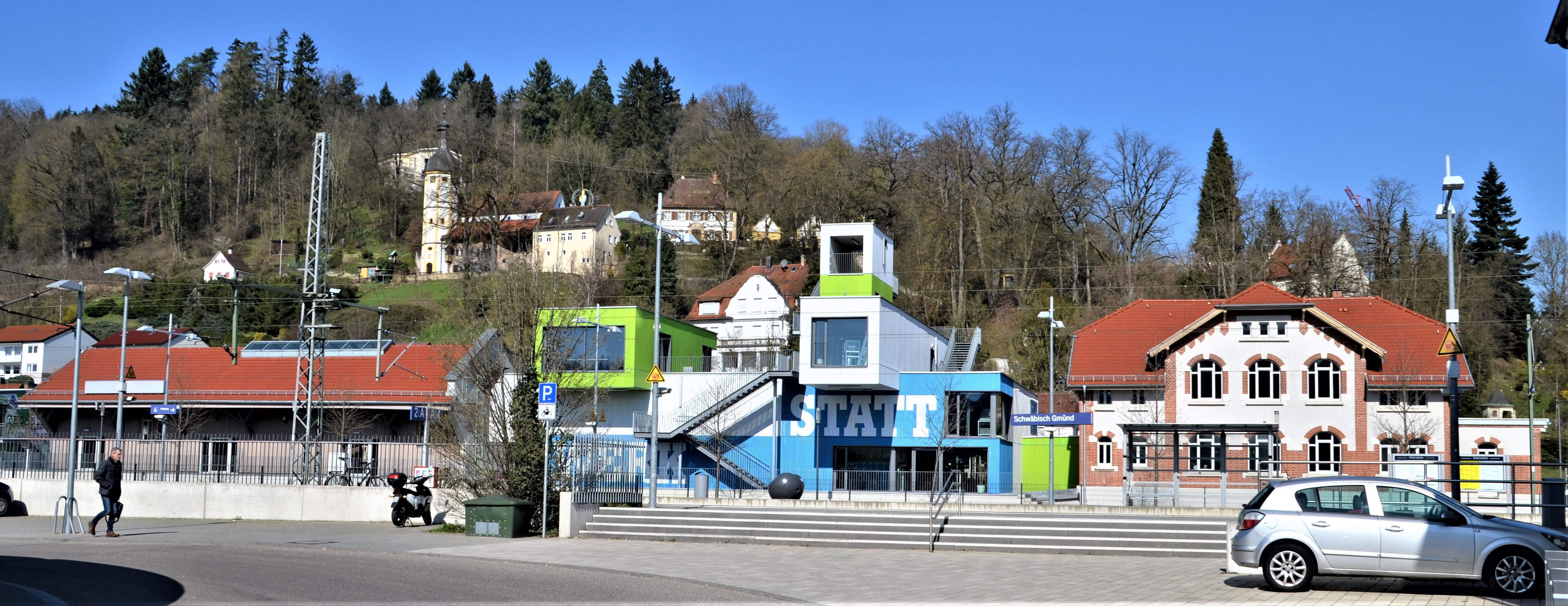
Ehemaliger Güterbahnhof, im Hintergrund ist die Wallfahrtsstätte St. Salvator zu sehen

Für die Trassenführung der Remsbahn im Stadtgebiet und die Lage des Bahnhofes wurden 1858 drei Alternativen diskutiert:
- südlich der Stadt
- nördlich der Stadt, aber südlich der Rems
- nördlich der Rems

Bei den ersten Varianten wären Eingriffe in bebautes Gebiet oder in Grünanlagen nötig gewesen, und die künftige Ausdehnung der Stadt wäre beeinträchtigt worden. So entschied man sich für die Linienführung nördlich der Rems, bei der der Bahnhof allerdings am weitesten entfernt vom Stadtzentrum lag. Dabei war eine Verlegung des Flussbettes der Rems nötig, wodurch auch die Stadt vor Hochwasser geschützt werden sollte.
Wie in den 1850er und 1860er Jahren in Württemberg üblich, oblag die Gestaltung der Empfangsgebäude dem leitenden Ingenieur für den Streckenbau, im Fall der Remsbahn Georg von Morlok. Der Bau folgt der neoklassizistischen Bahnhofsarchitektur früherer württembergischer Vorbilder. Typisch für Morloks Bauten dieser Epoche sind der kleine, die Mitte betonende Glockenaufsatz und die Pilaster zwischen den Rundbögen im Erdgeschoss.

### Inbetriebnahme
Die amtliche Abnahmefahrt des Remsbahnabschnittes Schorndorf–Gmünd fand am 29. Juni 1861 in festlichem Rahmen unter großer Anteilnahme der Bevölkerung statt. Eine offizielle Eröffnungsfahrt mit Ehrengästen folgte am 18. Juli 1861, und am 25. Juli wurde der fahrplanmäßige Betrieb zwischen Stuttgart und Wasseralfingen aufgenommen. Die Gleisanlagen hatten zunächst 25 Weichen, eine Drehscheibe und eine Wasserstation mit zwei Wasserkränen. Eine Fahrkarte von Gmünd nach Stuttgart kostete in der II. Klasse 81 Kreuzer, in der III. Klasse 51 Kreuzer.

### Umbau ab 1907
Um dem gestiegenen Verkehr gerecht zu werden, und um die geplante Nebenbahn nach Göppingen, die Hohenstaufenbahn, anzubinden, wurde der Bahnhof vom 16. September 1907 bis 1910 umgebaut. Hierbei wurde ein Inselbahnsteig und die dazu führende Unterführung gebaut; ein schienengleicher Bahnübergang östlich des Empfangsgebäudes wurde durch eine Straßenunterführung ersetzt. Südlich der Hauptgleise westlich des Empfangsgebäudes, wo bis dahin der Güterschuppen stand, wurden zwei Stumpfgleise und eine Drehscheibe für die Hohenstaufenbahn gebaut. Nördlich der Hauptgleise wurden zwei Lokomotivremisen abgerissen, um dort die neue Güterabfertigung zu bauen. Das zweite Gleis der Remsbahn wurde von der damaligen Blockstelle Deinbach bis Gmünd verlängert und am 27. April 1910 in Betrieb genommen. Die Gleisanlagen des Bahnhofes hatten nach dem Umbau 116 Weichen und zwei Drehscheiben; der Bahnhof wurde zu einer der 24 württembergischen Stationen I. Klasse. Die Teilstrecke Gmünd–Wäschenbeuren der Hohenstaufenbahn wurde am 1. August 1911 eröffnet.
1923 wurde das Industriegleis Ost erstellt, das als Stammgleis Industriebetriebe in der Stadt nördlich der Remsbahn an den Güterbahnhof anschloss, darunter ab 1937 eine Niederlassung der Zahnradfabrik Friedrichshafen am Ziegelberg; 1936 folgte das Industriegleis West, das südlich der Hauptstrecke verlief.

### Zweiter Weltkrieg
Infolge des Zweiten Weltkriegs forderten ab Ende 1944 Bombenangriffe und Bordwaffenbeschuss aus alliierten Jagdbombern immer wieder Todesopfer und Verletzte im Bahnhof und auf den umliegenden Bahnstrecken und behinderten den Bahnverkehr durch Zerstörung von Gleisanlagen und Fahrzeugen. Ein Bombentreffer zerstörte am 19. April 1945 eine Bahnbrücke westlich des Bahnhofes und unterbrach damit die Verbindung auf der Remsbahn nach Stuttgart.

### Nachkriegszeit
Der nördlich der Personengleise liegende Güterbahnhof, auf dem 1959 rund 14.900 Güterwagen eintrafen, wurde vor einigen Jahren stillgelegt; die Gleisanlagen wurden 2013 abgebaut. Bis 1964 trug der Bahnhof die Bezeichnung „Schwäb Gmünd“, anschließend „Schwäbisch Gmünd“.

### Sanierung 2013/2014

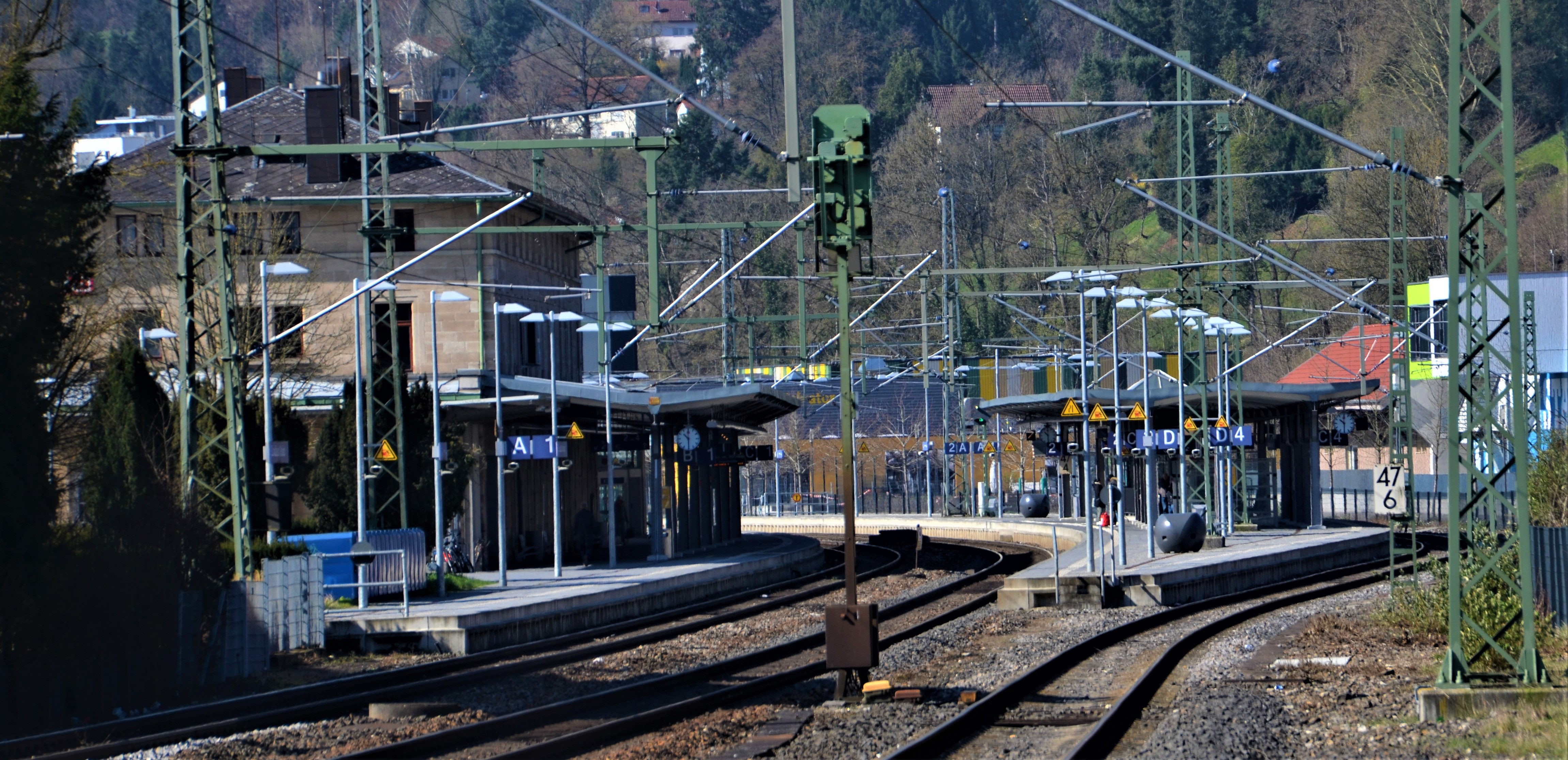
Gleisanlagen nach der Sanierung 2013/2014

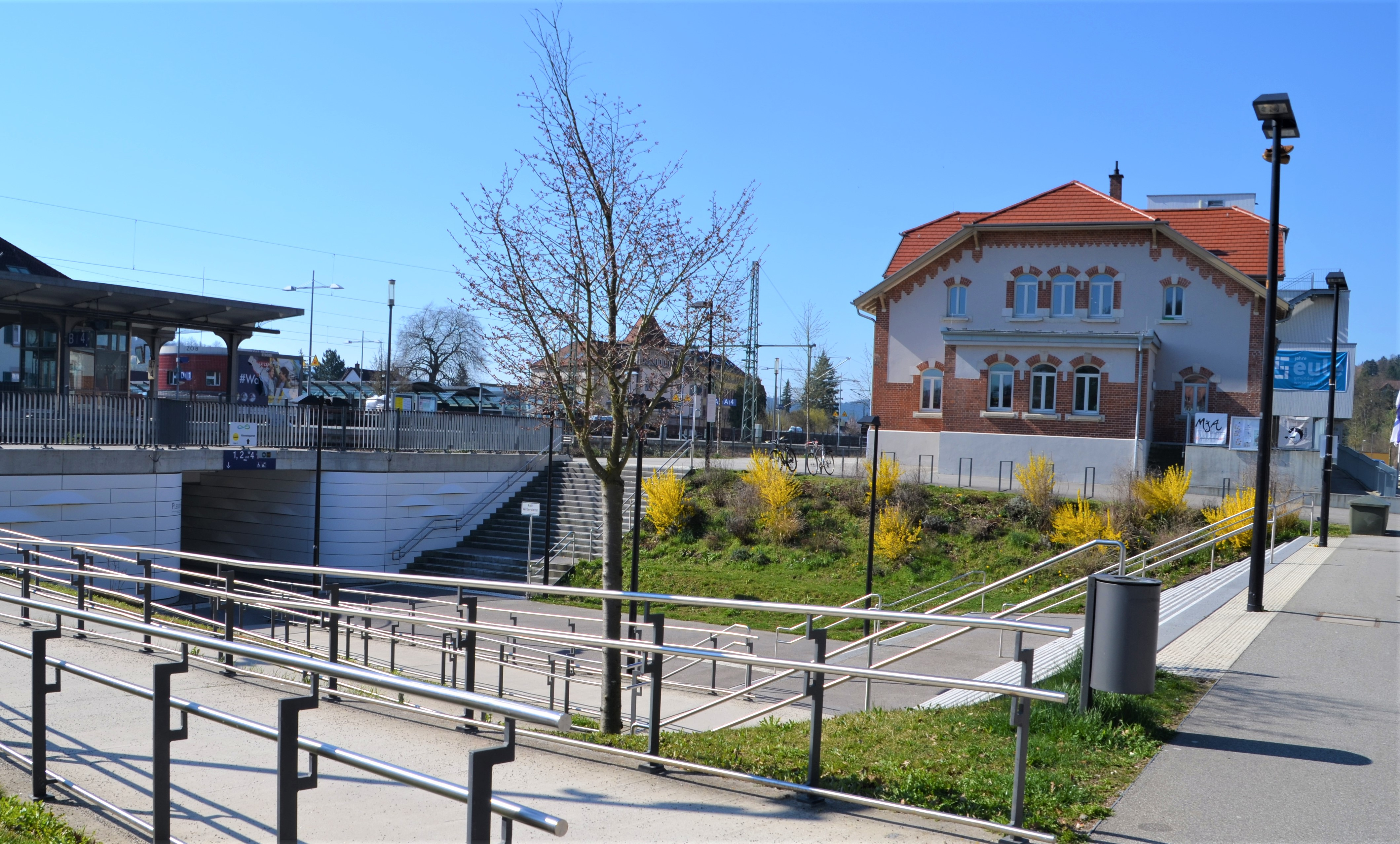
2013/2014 Neugeschaffener Nordausgang des Gmünder Bahnhofs

Im Rahmen der Landesgartenschau 2014 und der damit verbundenen Planungen in Schwäbisch Gmünd wurden der Bahnhof und die Umgebung umgestaltet. Eine die Gleise überquerende Fußgängerbrücke war zunächst vorgesehen, die neben der Südseite und dem Inselbahnsteig auch die bisher nicht direkt angebundene Nordseite anschließen sollte. Diese Planung wurde verworfen. Die Bahn führte ab 2013 eine umfangreiche Sanierung des Bahnhofgeländes durch, wobei anstatt der Fußgängerbrücke die vorhandene Unterführung erweitert und nach Norden verlängert sowie mit Aufzügen ausgestattet wurde. Die Sanierungsmaßnahmen, bei denen unter anderem auch die Bahnsteige erhöht werden, kosteten 6,4 Millionen Euro. Das Gebiet des ehemaligen Güterbahnhofes diente während der Gartenschau teilweise als Parkplatz, teilweise als Gewerbefläche und soll seitdem vollständig zu einer Gewerbesiedlung umgestaltet werden. Die Ost-West-Durchgangsstraße durch Schwäbisch Gmünd, die bis 2013 als Bundesstraße 29 rund 100 Meter südlich des Bahnhofes verlief, wurde durch den Gmünder Einhorn-Tunnel vom Durchgangsverkehr entlastet, und führt direkt vor dem Bahnhof vorbei, um ein zusammenhängendes Gartenschaugelände zu ermöglichen.
Am 17. April 2014 wurden die umfangreichen Umbauarbeiten eröffnet.

### Neueste Geschichte
Im Juni 2019 übernahm die Go-Ahead Deutschland (heute: Arverio) den Personennahverkehr von der Deutschen Bahn. Diese bedient den Bahnhof weiter im Fernverkehr. Am 29. Juli 2019 wurde im Bahnhof unter Beisein des Verkehrsministers Winfried Hermann, dem Oberbürgermeister Richard Arnold und den christlichen Dekanen Robert Kloker und Ursula Richter eine Intercity 2-Garnitur auf den Namen Remstal getauft.

## Ausstattung

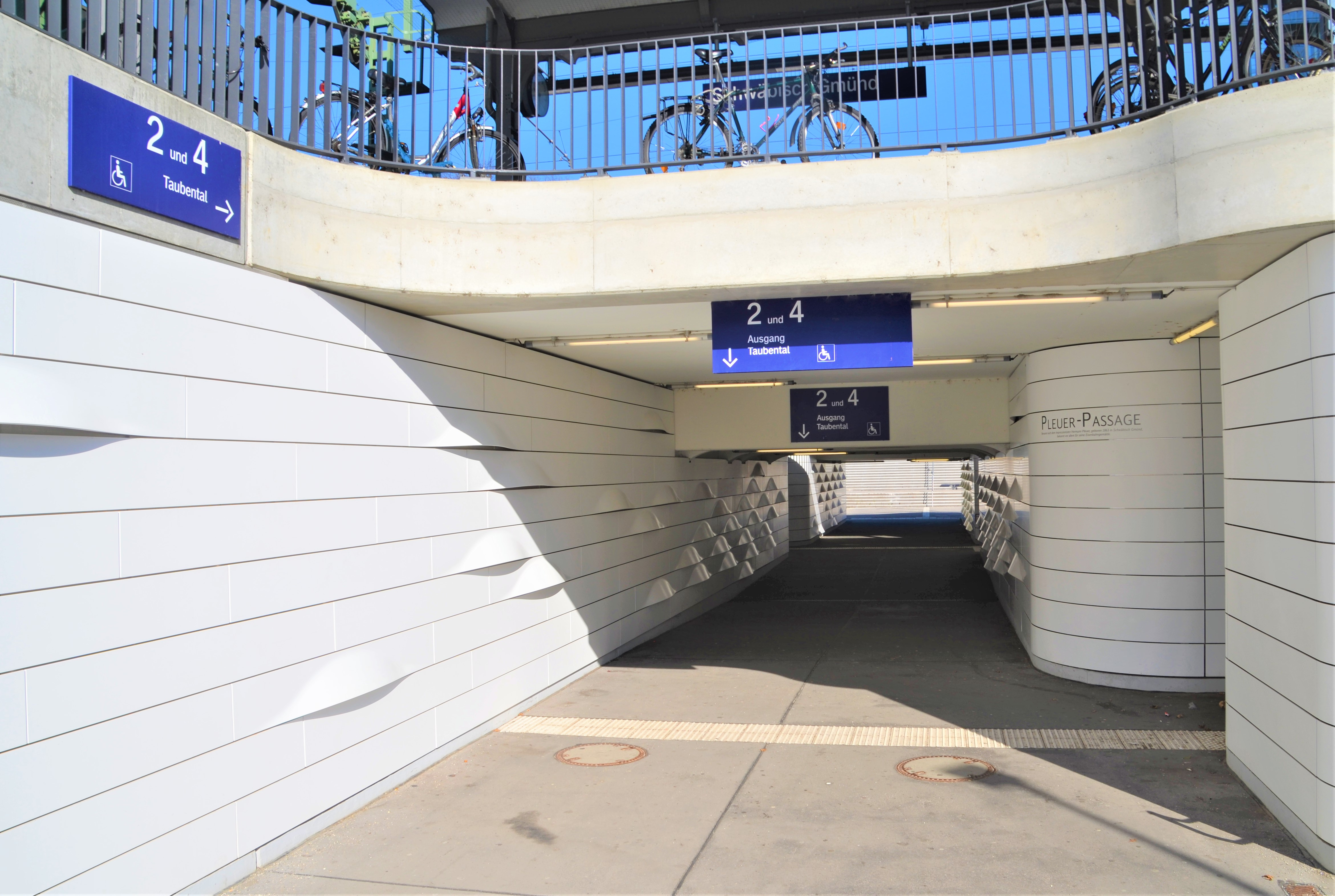
Pleuer-Passage vom Bahnhofsplatz kommend

Seit der Generalsanierung im Jahr 2014 hat der Bahnhof drei barrierefrei zugängliche Bahnsteige, die durch eine Unterführung verbunden sind, die seit 2014 als Pleuer-Passage benannt ist. Zudem stehen Personenaufzüge bereit. Auf der Seite des Hausbahnsteiges befand sich das 500. in einem Bahnhof installierte Transportband, was durch eine Hinweistafel aus Bronze deutlich gemacht wird. Es wurde im Zuge von Umbauarbeiten an der Fußgängerunterführung am 16. Mai 2013 abgebaut.
Am Hausbahnsteig liegt Durchgangsgleis 1; am Inselbahnsteig liegen das Durchgangsgleis 2 und das Durchgangsgleis 4, das aus Richtung Stuttgart kommende Stumpfgleis 3 besitzt keinen Bahnsteig und liegt am westlichen Ende des Inselbahnsteigs.
Das Empfangsgebäude von 1861 wird weiterhin als solches genutzt. Die heute dort bestehenden öffentlichen Einrichtungen ein Kiosk, ein Imbiss und ein Restaurant. Zudem war dort bis 2019 ein Reisezentrum der Deutschen Bahn dort ansässig, das seitdem in gleicher Weise von der neuen Nahverkehrsbetreibergesellschaft Arverio betrieben wird.

## Verkehr
Am Bahnhof halten die im Zwei-Stunden-Takt verkehrenden InterCity-Züge der Linie Karlsruhe–Stuttgart–Nürnberg von DB Fernverkehr. Den Regionalverkehr bedient die Arverio Baden-Württemberg durch einen Regionalexpress (bis 2024 Interregio-Express) im Zweistundentakt (versetzt um 60-Min zum IC) zwischen Aalen und Karlsruhe Hauptbahnhof. Regionalbahnen fahren im Halbstundentakt von Stuttgart nach Aalen, welche stündlich über Aalen hinaus nach Ellwangen und zweistündlich bis Crailsheim geführt werden.

### Fernverkehr
| Linie | Strecke | Frequenz | Betreiber      |
| ----- | --- | --- | -------------- |
| IC 61 | Karlsruhe – Pforzheim – Stuttgart – Schwäbisch Gmünd – Aalen – Nürnberg – Bamberg – Lichtenfels – Saalfeld – Jena – Leipzig | Zweistundentakt (Karlsruhe – Nürnberg), fünf Zugpaare (Nürnberg – Leipzig), (Richtung Stuttgart: ungerade Stunde, Richtung Nürnberg: gerade Stunde) | DB Fernverkehr |

### Regionalverkehr
| Linie  | Strecke                                                       | Frequenz                                                                   | Betreiber                 |
| ------ | ------------------------------------------------------------- | -------------------------------------------------------------------------- | ------------------------- |
| RE 1   | Karlsruhe – Pforzheim – Stuttgart – Schwäbisch Gmünd – Aalen  | Zweistundentakt                                                            | Arverio Baden-Württemberg |
| MEX 13 | Stuttgart – Schwäbisch Gmünd – Aalen – Ellwangen – Crailsheim | Halbstundentakt, bis Ellwangen Stundentakt, bis Crailsheim Zweistundentakt | Arverio Baden-Württemberg |

## Anbindung

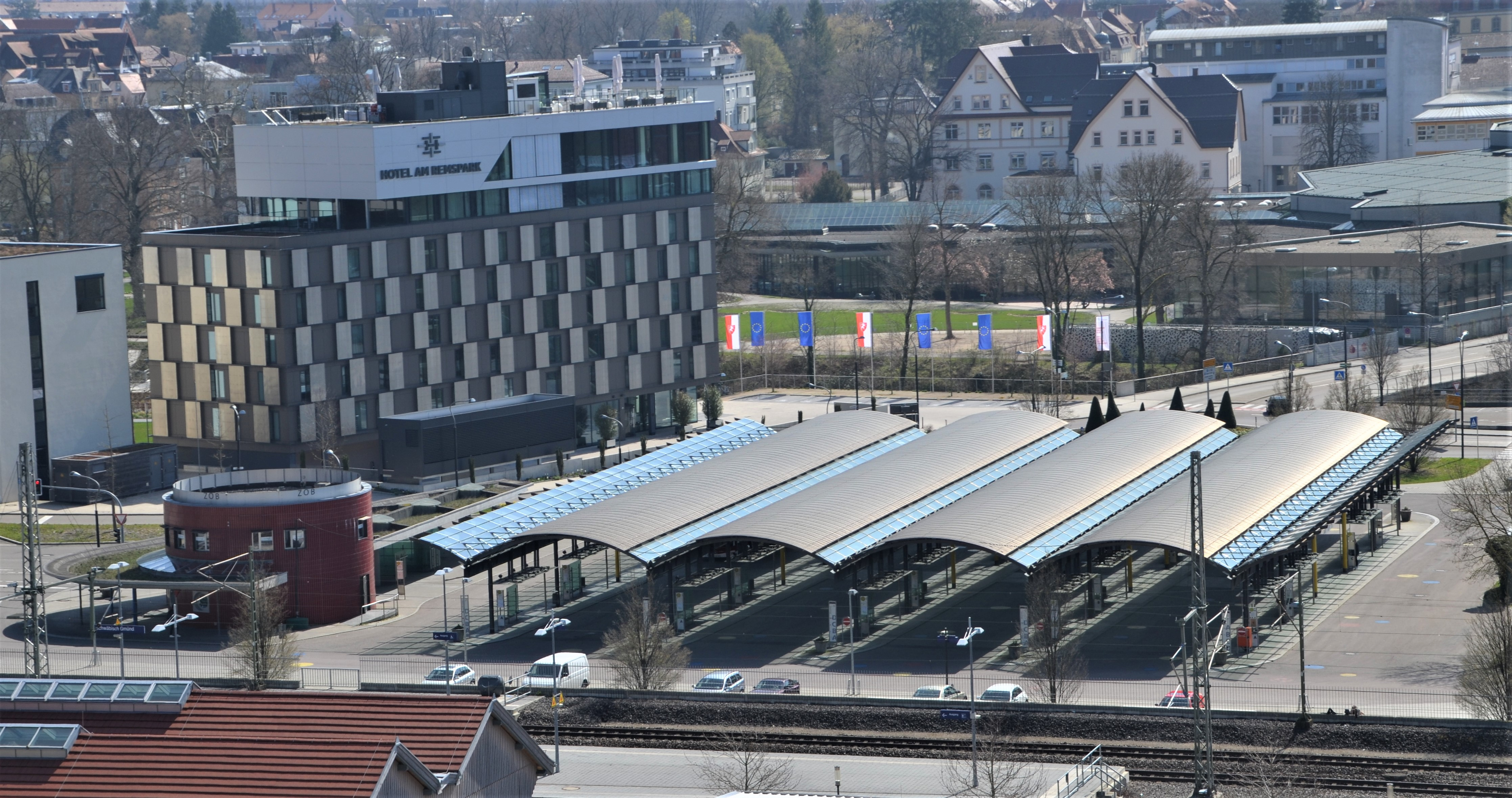
Zentraler Omnibusbahnhof (ZOB)

Westlich des Empfangsgebäudes steht heute der zentrale Busbahnhof (ZOB) der Stadt; auf dem ebenerdig zugänglichen Vorplatz liegen Taxi-Stellplätze und eine Fahrradabstellanlage; östlich steht ein Park-and-ride-Parkhaus.

## Bilder

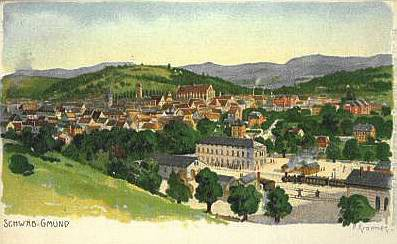
Bahnhof mit Stadt um 1900
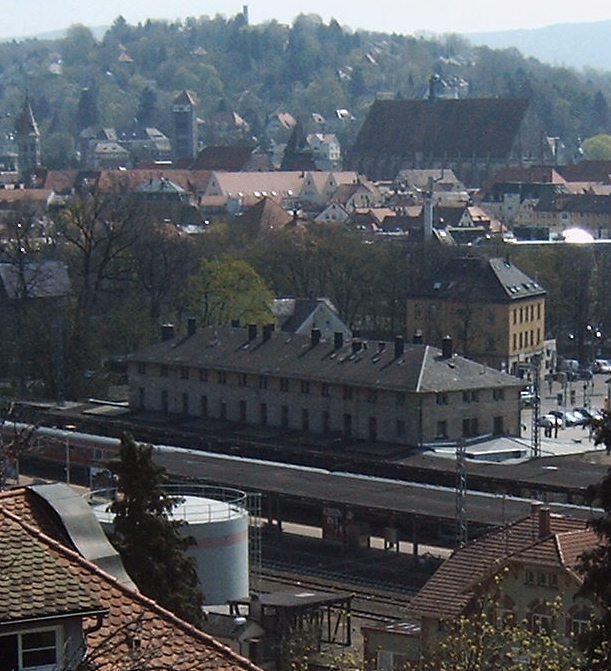
Bahnhof mit Stadt 2006
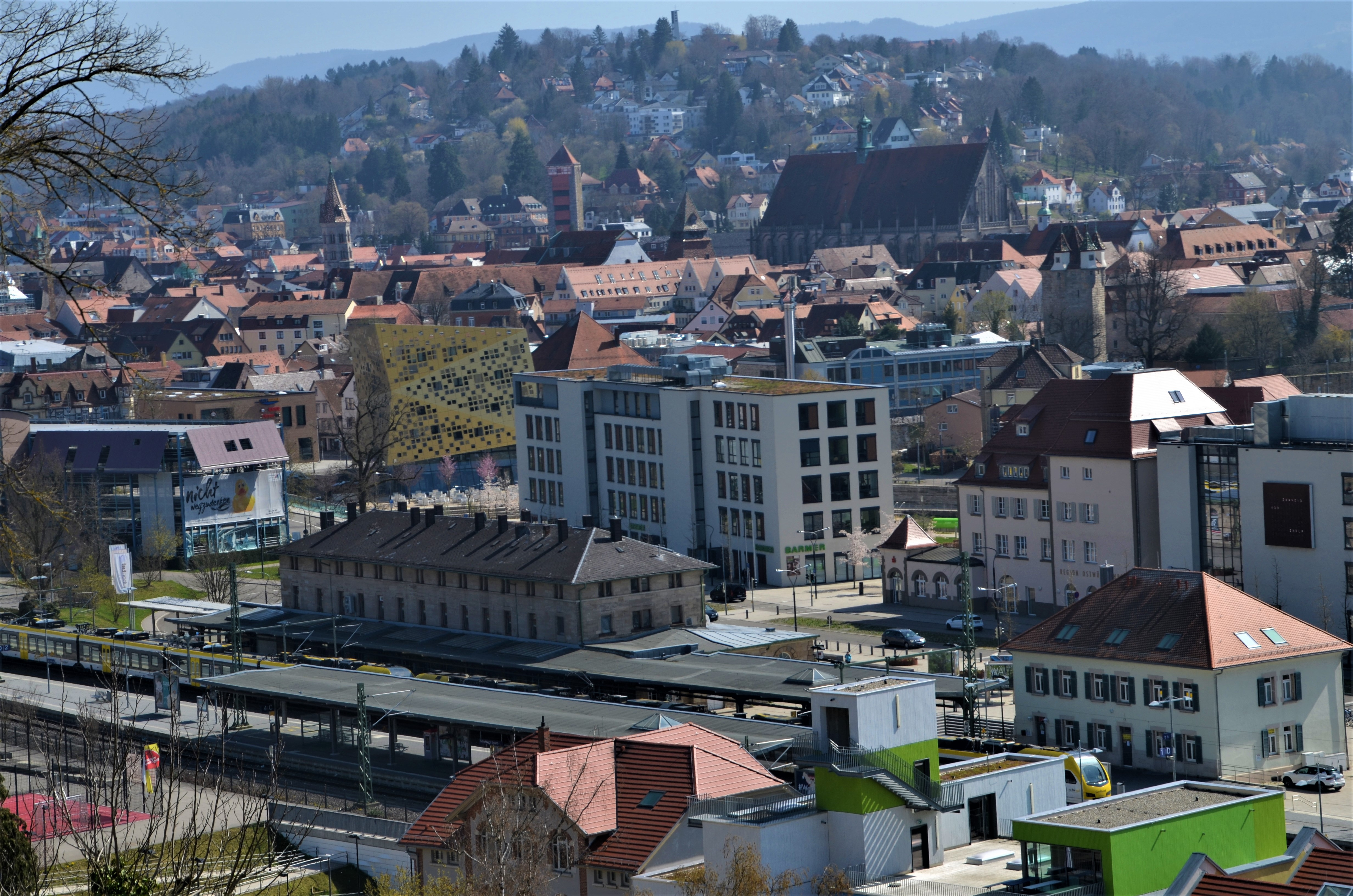
Bahnhof mit Stadt 2020
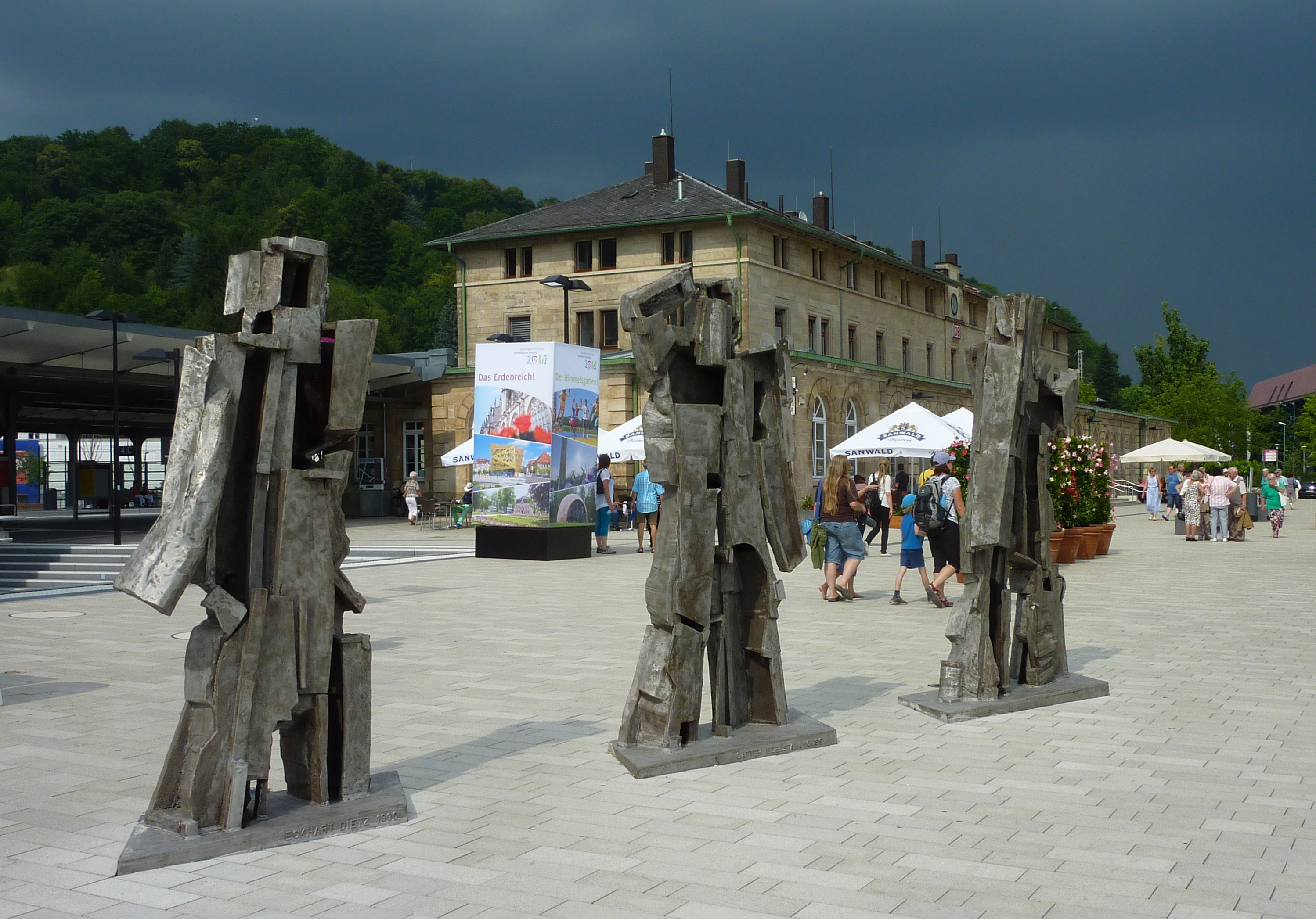
Eckhart Dietz: Ankommende, Edelstahlguss 1996